# 君のいちばんに…
「君のいちばんに…」（きみのいちばんに…）は、LINDBERGの24作目のシングル。

## 概要
- 1996年発売第1弾シングルで、テイチク移籍後2枚目のシングル。
- 発売時に商品に貼られていたステッカーには『「君のいちばんに…」』とカラオケと共にカギ括弧付きで表記されているが、商品自体には用いられていない。
- 「君のいちばんに…」の楽曲名の表記は、「いちばん」はひらがな、末尾の点「…」は中央に3つ点が横に並んだ三点リーダーが正式表記。iTunes等では下段に点が移動した形に、表記上の仕様のために変換されていることがある。
- 「Move out your love」はアルバム未収録。
- このシングルから、カップリング曲のカラオケは収録されていない。

## 商品情報
- 8cmシングルCD 品番：TMDL-3
- 発売時本体価格：971円（発売時定価：1000円）

## 収録曲
1. 君のいちばんに… (4:49)
  - 作詞：渡瀬マキ／作曲：川添智久／編曲：LINDBERG, 井上龍仁
  - ナショナルEolia CF曲
  - アルバム『LINDBERG IX』には、間奏のギターソロが変更されたアルバムバージョンが収録されている。
2. Move out your love (5:19)
  - 作詞：渡瀬マキ／作曲：平川達也／編曲：LINDBERG, 井上龍仁
3. 君のいちばんに… (original karaoke) (4:48)

## 他のアーティストによるカバー
君のいちばんに…
- 鬼龍院翔 - カバーアルバム『オニカバー90's』（2017年5月24日発売）に収録。